# Salto (film)
Pour les articles homonymes, voir Salto.
Pour plus de détails, voir Fiche technique et Distribution.
Salto est un film polonais réalisé par Tadeusz Konwicki, sorti en 1965.

## Fiche technique
- Titre français : Salto
- Réalisation et scénario : Tadeusz Konwicki
- Direction artistique : Jarosław Świtoniak
- Costumes : Alicja Ptaszyńska
- Photographie : Kurt Weber
- Montage : Irena Choryńska et Jadwiga Jakubowska
- Musique : Wojciech Kilar
- Pays d'origine : Pologne
- Format : Noir et blanc - 35 mm - 1,37:1 - Mono
- Genre : drame
- Durée : 104 minutes
- Date de sortie :
  - Pologne : 11 juin 1965

## Distribution
- Zbigniew Cybulski : Kowalski alias Malinowski
- Gustaw Holoubek : Host
- Marta Lipinska : Helena
- Irena Laskowska : Cecylia
- Wojciech Siemion : Artist
- Jerzy Block : Old man
- Włodzimierz Boruński : Blumenfeld
- Andrzej Lapicki : Pietuch
- Zdzislaw Maklakiewicz : Rotmistrz
- Iga Cembrzyńska